# Selvíria
Selvíria is een gemeente in de Braziliaanse deelstaat Mato Grosso do Sul. De gemeente telt 6.656 inwoners (schatting 2009).

## Aangrenzende gemeenten
De gemeente grenst aan Aparecida do Taboado, Inocência, Três Lagoas en Ilha Solteira (SP).